# Alectoris barbara
La perdiz moruna (Alectoris barbara) es una especie de ave galliforme de la familia Phasianidae autóctona del norte de África.

## Descripción
Es similar a la perdiz roja (Alectoris rufa), pero de cara y garganta grises, con un collar pardo moteado en blanco. Tiene la frente y el píleo oscuros. El plumaje general es de tonos grises con matices azulados en las partes superiores y rojizos en las inferiores, y los flancos listados en blanco, negro y marrón. Su pico y patas son rojizos. Del pico a la cola suele medir entre 33–36 cm.

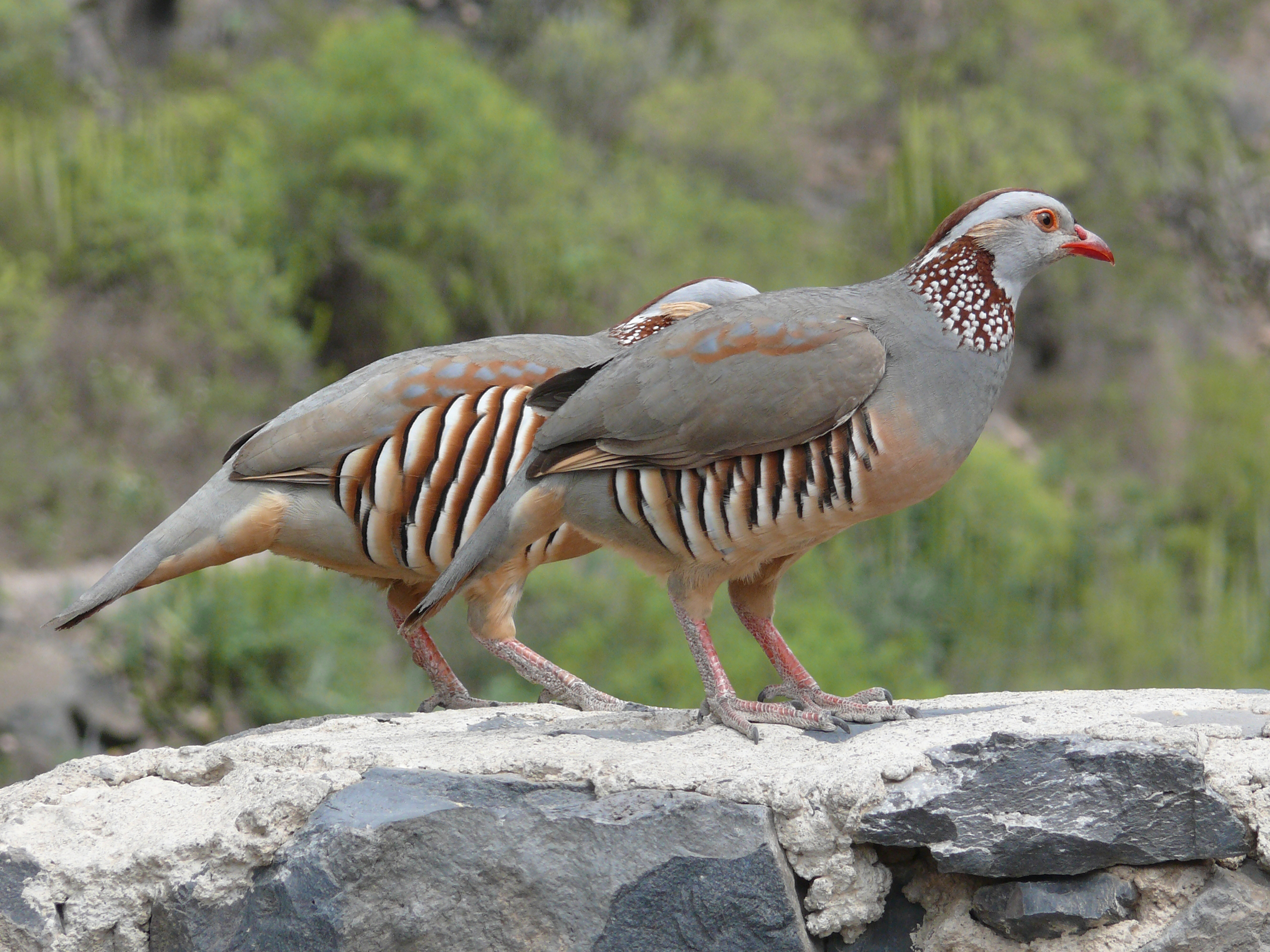
Perdices morunas, A. b. koeningi, en Tenerife.

## Distribución y hábitat
Es una especie autóctona del norte de África, donde se extiende desde las llanuras costeras hasta el Atlas, y las proximidades del desierto del Sáhara. En Europa la población más numerosa se encuentra en la isla italiana de Cerdeña, donde debió ser introducida por los Romanos. En España es posible su observación en Canarias (Alectoris barbara  koenigi). También habita en Gibraltar, lugares estos donde fue introducida a principios del siglo XIX con fines cinegéticos, así como en las ciudades norteafricanas de Ceuta y Melilla. También fueron introducidas por el hombre en Madeira, y ciertas zonas del Portugal peninsular.
Se trata de una especie sedentaria que habita en terrenos abiertos muy variados: semidesiertos, laderas de montañas, matorrales, pinares ralos y tierras de cultivo.

## Reproducción

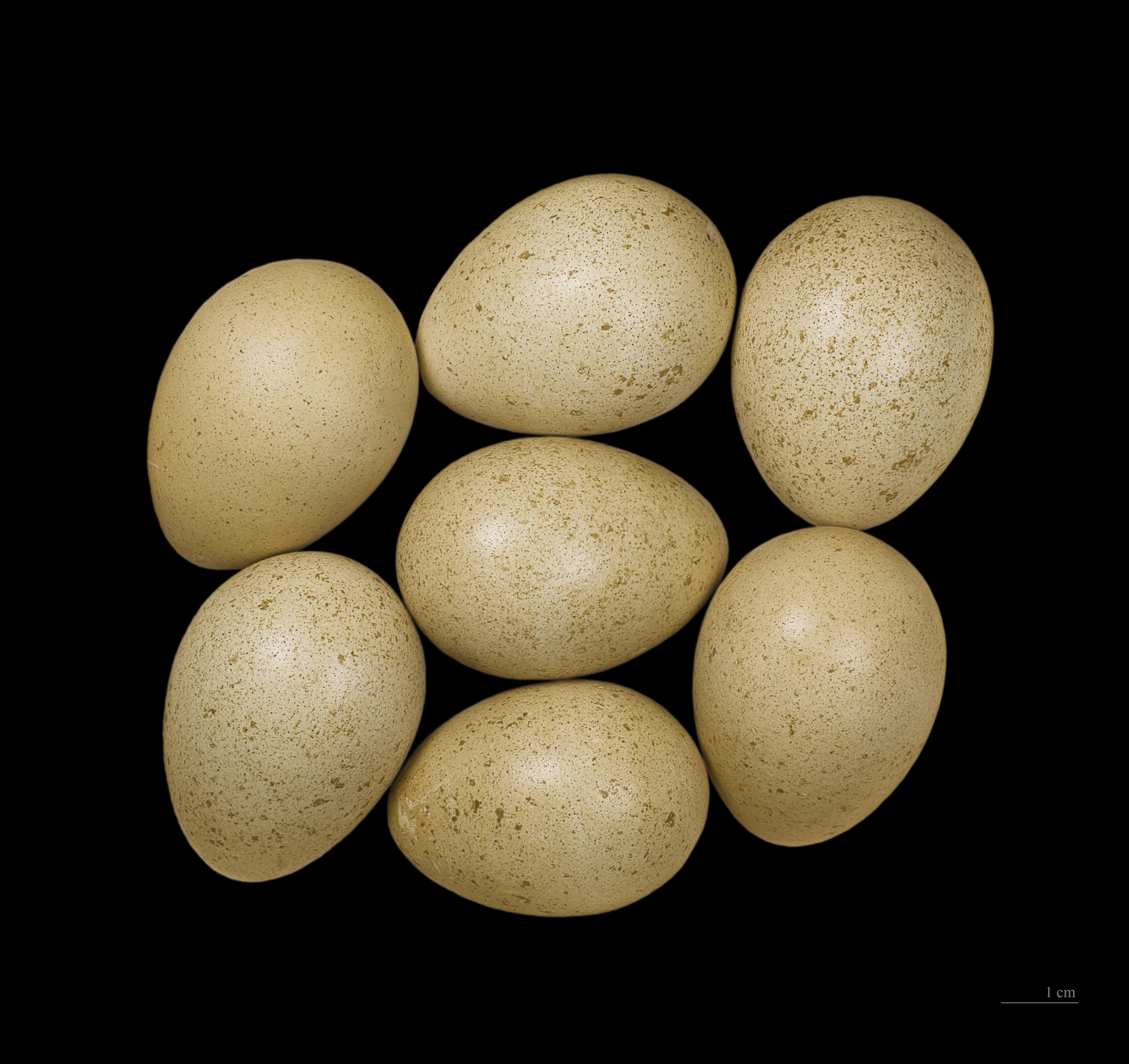
Huevos de Alectoris barbara.

Las perdices morunas son monógamas, las parejas se forman en primavera. Hacen su nido en el suelo, forrado de plumas y hojas, donde ponen de diez a dieciséis huevos que incuban durante veinticinco días. Los perdigones abandonan el nido al poco de nacer y pueden volar a diez días.

## Amenazas
Los principales problemas que afectan a esta especie son: la elevada presión cinegética ejercida sobre sus poblaciones, la depredación por mamíferos introducidos, y la intoxicación por sustancias usadas para combatir plagas en los cultivos.